# 石人沟水库
石人沟水库是中国黑龙江省哈尔滨市双城市境内的一座水库，引拉林河水，建于1960年。水库正常库容为2100万立方米，集雨面积为540平方千米，海拔为131.91米。